# John Lundberg
John Lundberg (ur. 5 grudnia 1968 roku w Londynie) – angielski artysta i producent filmów dokumentalnych. Na początku lat 90. założył grupę Circlemakers – zespół angielskich artystów, który zasłynął dzięki tworzeniu (w utajeniu) setek największych i najbardziej złożonych na świecie kręgów zbożowych.

## Życiorys
Lundberg urodził się w Londynie. Studiował sztuki piękne oraz projektowanie interaktywne na Uniwersytecie Middlesex w Londynie (lata 1988–1991), w Wyższej Szkole Sztuk Pięknych Slade (lata 1991–1992) oraz na Uniwersytecie Westminsterskim (lata 1996–97). W tym okresie współpracował z duetem Langlands & Bell, nominowanym do Nagrody Turnera. Zanim zrezygnował z wystawiania swoich dzieł w galeriach na rzecz pracy plenerowej, prezentował swoje prace w kilku galeriach. Popularność zdobyła jego wystawa pod tytułem Infinity Focus w galerii im. Max Wigrama, którą opiekował się Gavin Turk (członek grupy Young British Artists). Uczestniczył również w zbiorowych pokazach pt. Festyn gorszy niż śmierć (A Fete Worse than Death) oraz Wisielczy piknik (Hanging Picnic) wspólnie z Tracey Emin, Gillianem Wearingiem, Gavinem Turkiem, duetem Gilbert & George, Sarą Lucas oraz Damienem Hirstem w galerii Factual Nonsense. Gdy w roku 1993 Lundberg porzucił wystawianie swoich dzieł w galeriach, kolekcjoner sztuki Charles Saatchi zaproponował mu, że odkupi jeden ze stworzonych przez niego (anonimowo) kręgów zbożowych i zaprezentuje go w londyńskiej Galerii Saatchi. Oferta została jednak odrzucona. Autor argumentował swoją odmowę faktem, iż aby sprawdzić się w roli dzieła sztuki, kręgi zbożowe muszą pozostać bez autora.
W roku 1995 Lundberg założył serwis internetowy circlemakers.org, aby chwalić się działalnością swojego zespołu. Strona jest co miesiąc odwiedzana średnio milion razy. Jest to jedyny tego typu serwis w światowej sieci. Składa się z ponad 250 podstron informacji na temat sztuki tworzenia kręgów zbożowych. Stronę uhonorowano kilkoma nagrodami, np. tytułem Strony Roku według Magazynu The Guardian oraz wieloma przychylnymi recenzjami w mediach.
Kręgi stworzone przez Lundberga samodzielnie lub wraz ze współpracownikami m.in. Rodem Dickinsonem, Gavinem Turkiem, Wilem Russellem oraz Robem Irvingiem okryły się sławą, a informacje na ich temat ukazywały się na pierwszych stronach gazet na całym świecie. Lundbergiem zainteresowały się różne firmy, proszące go o stworzenie dla nich kręgów zbożowych, które mogłyby zostać pokazane w programach telewizyjnych, wideoklipach, filmach oraz w reklamach. Wśród firm, które składały propozycje Lundbergowi, znalazły się m.in.: National Geographic Channel, Discovery Channel, Microsoft, BBC oraz Greenpeace.
Lundberga oskarżano o sfabrykowanie powszechnie znanego filmu, ukazującego sekcję zwłok istoty pozaziemskiej. Film ten upublicznił w roku 1995 przedsiębiorca Ray Santilli. Film rzekomo miał przedstawiać sekcję zwłok istoty wydobytej z rozbitego latającego spodka, który wylądował w Roswell w stanie Nowy Meksyk w roku 1948.
Rozdział na temat działalności grupy Circlemakers znalazł się w książce Iaina Aitcha pt. Festyn gorszy niż śmierć. W roku 2006 opublikowano książkę: Przewodnik po polach. Artyzm, historia i filozofia wytwarzania kręgów zbożowych, której współautorem jest jeden z twórców kręgów – Rob Irving. W roku 2004 Lundberg uzyskał tytuł magistra reżyserii filmów dokumentalnych w Narodowej Szkole Filmu i Telewizji w Beaconsfield. Krótkometrażowy film Lundberga pt. The Mythologist, który ma na swoim koncie kilka nagród, został w tym samym roku wyemitowany na antenie BBC. Aktualnie artysta pracuje nad swoim pierwszym pełnometrażowym filmem dokumentalnym pt. Mirage Men, opowiadającym o chaosie w wojsku amerykańskim. Filmowi towarzyszyć będzie książka Marka Pilkingtona. Lundberg wystąpił w programie Monster Garage, nadawanym przez telewizję Discovery, w którym był członkiem drużyny przerabiającej traktor na mechaniczne urządzenie do tworzenia kręgów zbożowych.